# Аром о Жен де Марк
Аром о Жен де Марк или Аром о Жене де Марк (фр. Arôme au gêne de marc) — сезонный французский мягкий сыр, изготавливаемый из коровьего молока.

## Изготовление
Сыр изготавливается по традиционной технологии, которая применяется в винодельческой местности Лион. Уже вызревшие головки сыра сортов сорта Риготт, Сен-Марселен, Пелардон или Пикодон помещают в глубокую ёмкость, обычно бочку, со спиртовой вытяжки из остатков от винодельного производства, состоящих из виноградных шкурок, косточек и плодоножек. В течение месяца сыр пропитывается жидкостью, которая придаёт ему вкус и аромат. Обычно сыр готов к концу осени.

## Описание
Головки сыра имеют форму диска диаметром 6—7 сантиметров, высотой 2—3 сантиметра и весом до 80—120 грамм. Сыр покрыт натуральной коркой с большим количеством виноградного жмыха. Мякоть может быть различной плотности, при продолжительном хранении из мягкой и сливочной может стать более твёрдой. Аром о Жен де Марк обладает сильным и сладким масляным вкусом с ярко выраженным привкусом дрожжей.
Употребляется в качестве самостоятельного блюда, сочетается с легкими винами Божоле-вилляж или сладкими десертными винами.